# Jaap Kunst
Jaap Kunst est un musicologue néerlandais né à Groningue le 12 août 1891, et mort à Amsterdam le 7 décembre 1960. On lui attribue la première utilisation du terme "ethno-musicologie" pour décrire la discipline alors connue en tant que musicologie comparative.

## Biographie
Après des études à l'Université de Groningue, il découvre la musique indonésienne à Bandung, ville d'Indonésie située dans l'ouest de l'île de Java. Musicologue au service d'archéologie des Indes orientales néerlandaises à partir de 1930, il rassemble une importante collection d'instruments et d'enregistrements, et entreprend plusieurs tournées de conférences à travers le monde. À partir de 1942, il enseigne l'ethnomusicologie.